# Фишър (ледник)
Ледникът Фишър (на английски: Fisher Glacier) е голям долинен ледник, ляв „приток“ на най-големия на Земята ледник Ламберт с дължина 190 km и ширина до 25 km, разположен в Източна Антарктида, Земя Мак. Робъртсън. Спуска се от планината Принц Чарлз в източна посока, като тече в дълбока долина между върховете Мензис (3335 m) и Рубин на юг, Шергер, Макколи, Дамет, Седон и Раймил (1128 m) на север. „Влива се от запад“ в ледника Ламберт източно от връх Станир (1950 m). Отдясно в него се „влива“ ледника Ейсен.
Ледника е открит, изследван и топографски заснет през 1957 г. от полевия отряд на Кейт Мата (1922 – 2003), съставна част на австралийската антарктическа експедиция (1956 – 57). През 1961 г. Австралийският Комитет за географските названия в Антарктида го наименува ледник Фишър в чест на Норман Хенри Фишър (1909 – 2007), главен геолог в Бюрото по минерални ресурси в Министерството на националното развитие на Австралия.